# Melvins
Melvins (auch The Melvins) ist eine US-amerikanische Rockband, die 1983 in Montesano, Washington, gegründet wurde.

## Geschichte
„Die Melvins“ wurden 1983 von Buzz Osborne (Gitarre und Gesang), dem zukünftigen Mudhoney-Bassisten Matt Lukin (Bass) und Mike Dillard (Schlagzeug), die allesamt zur High School in Montesano (Washington) gingen, in Aberdeen/Montesano, Washington gegründet.
Am Anfang spielte die Band Cover-Versionen von Jimi Hendrix und The Who, später extrem schnellen Hardcore-Punk-Rock. In dieser Konstellation nahmen die Melvins ein Demo auf. Als Dillard die Band 1984 verließ, wurde er von Dale Crover am Schlagzeug ersetzt. Die Proben der Band fanden von nun an in Crovers Elternhaus in Aberdeen statt. Wenig später fingen die Melvins an, auch langsamere Lieder zu spielen. Das Resultat war eine Mischung aus Punkrock à la Flipper und Black Flag, Heavy Metal wie Black Sabbaths Master of Reality und 1970er Hard Rock von KISS und Alice Cooper.
Kurt Cobain, ein guter Freund von Dale Crover, war ein großer Melvins-Fan und half der Band ein paar Mal beim Transport ihrer Ausrüstung. Cobain versuchte auch, sich der Band als Gitarrist anzuschließen, scheiterte allerdings, weil er beim Vorspielen so nervös war, dass er alle Lieder vergaß. Die Melvins waren 1985 zusammen mit Green River, Skin Yard, Malfunkshun, Soundgarden und den U-Men auf C/Z Records Deep-Six-Sampler zu hören und legten somit den Grundstein für das, was später als Grunge bezeichnet werden sollte. C/Z veröffentlichte auch 1986 die erste Melvins-EP: Six Songs (die 1990 als 10 Songs wiederveröffentlicht werden sollte). Im Oktober 1986 nahm die Band ihr Debütalbum Gluey Porch Treatments auf, das 1987 auf Alchemy Records erschien.
Am 23. Januar 1988 half Crover bei Cobains Band Nirvana während deren ersten Studio-Aufnahmen am Schlagzeug aus und spielte einen Auftritt mit Nirvana noch am selben Tag. Später, im Jahr 1988 siedelten Osborne und Crover nach San Francisco um. Lukin blieb in Washington und gründete die Band Mudhoney, er wurde durch Shirley Temples Tochter Lori „Lorax“ Black am Bass ersetzt. Im Mai 1989 wurde das zweite Album, Ozma, aufgenommen, das durch Boner Records noch im selben Jahr veröffentlicht wurde. Ozma wurde von Mark Deutrom produziert, der später auch Mitglied der Band werden sollte.
Da Nirvana 1990 keinen festen Schlagzeuger hatte, sprang Crover für eine kurze Tour an der amerikanischen Westküste mit Sonic Youth wieder bei seinen alten Freunden ein. Daher gab Osborne die Telefonnummer von Krist Novoselic an seinen guten Bekannten Dave Grohl, der nach der Auflösung von Scream arbeitslos geworden war. Nach den Arbeiten an Bullhead gingen die Melvins auf Europa-Tournee. Ihr Auftritt in Alzey am 23. Januar 1991 wurde von Produzent Tobby Holzinger auf dem deutschen Indielabel Your Choice Records veröffentlicht. Wieder Zuhause angekommen wurde mit Eggnog noch eine kurze EP aufgenommen und veröffentlicht.
Lori Black verließ die Band und wurde durch Joe Preston ersetzt. Preston ist auf Salad of a Thousand Delights (1992, Box Dog Video) zu sehen, er hat seine eigene, durch KISS inspirierte Solo-EP (King Buzzo, Dale Crover und Joe Preston, alle 1992 Boner Records) und spielt auf Lysol. Die EP Lysol wurde später in Melvins umbenannt, da der Produktname ohne Erlaubnis benutzt wurde und Band sowie Label rechtliche Schritte verhindern wollten. Es existieren drei Versionen der EP: die unveränderte Originalausgabe, die Originalausgabe mit schwarz abgeklebtem Lysol-Schriftzug und die Melvins-Version.
Prestons Tage bei den Melvins waren bald darauf gezählt, Lori Black wurde als Bassistin auf dem von Kurt Cobain mitproduzierten Major-Label-Debüt Houdini (1993, Atlantic Records) erwähnt, laut Buzz Osborne haben jedoch er und Dale Crover die meisten Bassparts eingespielt. Nach den Aufnahmen verließ Black die Band endgültig. Bass spielte von nun an Mark Deutrom. 1994 brachten die Melvins zwei Alben heraus: Prick (Amphetamine Reptile) und Stoner Witch (Atlantic). Nach langen Tourneen mit, unter anderem, Nirvana, den Nine Inch Nails, Rob Zombie und KISS wurde 1996 mit Stag das letzte Album der später (von Atlantic) sogenannten Atlantic-Ära veröffentlicht. Da die Musik der Melvins nicht gerade massenkompatibel ist, wurden sie 1997 von Atlantic wegen Erfolglosigkeit fallen gelassen. Noch im selben Jahr erschienen mit Singles 1–12 ein Sampler von 12 Singles. 1998 folgte mit Alive at the F*ckerclub ein Live-Album, das während der Australien-Tournee von 1997 in Richmond Melbourne entstand.
1999 begann die Zusammenarbeit mit Mike Pattons Ipecac Recordings, das 1999 die ersten beiden Teile der sogenannten Trilogie des Wahnsinns (The Maggot 1999, The Bootlicker 1999 und The Crybaby 2000) veröffentlichte. The Crybaby überraschte mit vielen Gastmusikern, wie zum Beispiel von der Band Tool oder Hank Williams III. Am 13. März 2012 veröffentlichte die Band die fünf Titel umfassende EP The Bulls & The Bees, diese wird kostenlos als Download über die Webseite des Labels Scion A/V vertrieben.
Seit 2016 ist Steven McDonald, bekannt als Gründungsmitglied der Bands Redd Kross und OFF!, Bassist der Band. Sie wird zusätzlich tourweise vom Butthole-Surfers-Bassisten Jeff Pinkus, ebenfalls am Bass, begleitet. Am 15. Oktober 2021 brachte die Band mit Five Legged Dog ihr erstes Unplugged-Album mit Songs ihrer fast 40-jährigen Bandgeschichte und einigen Coverversionen heraus.
2023 musste sich Schlagzeuger Crover einer Wirbelsäulenoperation unterziehen. Für anstehende Auftritte sprang Coady Willis, der bereits von 2006 bis 2016 in der Band gespielt hatte, ein.

## Stil
Die Musik der Melvins wird häufig einzelnen Stilrichtungen wie unter anderem Grunge, Doom Metal oder Stoner Rock zugeordnet. Da sich nur wenige Aspekte der Melvins auf diese Genres beziehen lassen (obwohl die Band Einfluss auf Künstler dieser Genres hatte), befinden sich die Melvins in ihrer eigenen kleinen Nische der Rockmusik. Kennzeichnend ist dabei vor allem ein extrem langsames Tempo, in dem eine Vielzahl der Melvins-Stücke gehalten ist, sowie eine nicht selten ins Groteske gesteigerte Experimentierfreude. So bestehen teilweise lange Passagen, zuweilen auch ganze Alben aus Drone-/Feedback-Sounds bzw. „unmusikalischen“ Geräuschszenarien.

## Diskografie
| Jahr | Titel                                                                        | Musiklabel                                    | Katalog-Nr.   |
| ---- | ---------------------------------------------------------------------------- | --------------------------------------------- | ------------- |
| 1986 | Six Songs (EP)                                                               | C/Z Records                                   | CZ            |
| 1987 | Gluey Porch Treatments                                                       | Alchemy Records                               | VM103         |
| 1989 | Ozma                                                                         | Boner Records                                 | BR16-2        |
| 1990 | 10 Songs                                                                     | C/Z Records                                   | CZ002         |
| 1991 | Your Choice Live Series Vol. 12                                              | Your Choice Records                           | YC-LS 012     |
| 1991 | Bullhead                                                                     | Boner Records                                 | BR25-2        |
| 1991 | Eggnog (EP)                                                                  | Boner Records                                 | BR28-2        |
| 1992 | Salad of a Thousand Delights (Video)                                         | Box Dog Video                                 | BDV002        |
| 1992 | King Buzzo (EP)                                                              | Boner Records                                 | BR32-2        |
| 1992 | Dale Crover (EP)                                                             | Boner Records                                 | BR33-2        |
| 1992 | Joe Preston (EP)                                                             | Boner Records                                 | BR34-2        |
| 1992 | Lysol (auch bekannt als "Melvins", "Untitled" oder "Lice-All")               | Boner Records                                 | BR35-2        |
| 1993 | Houdini                                                                      | Atlantic Records                              | 7567-82532-2  |
| 1994 | Prick                                                                        | Amphetamine Reptile                           | AmRep 031     |
| 1994 | Stoner Witch                                                                 | Atlantic Records                              | 7567-82704-2  |
| 1996 | Stag                                                                         | Atlantic Records                              | 7567-82878-2  |
| 1997 | Singles 1–12                                                                 | Amphetamine Reptile                           | AmRep 063     |
| 1997 | Honky                                                                        | Amphetamine Reptile                           | AmRep 064-2   |
| 1998 | Alive at the F*ckerclub                                                      | Amphetamine Reptile                           | AmRep 072     |
| 1999 | The Maggot                                                                   | Ipecac Recordings                             | IPC-002       |
| 1999 | The Bootlicker                                                               | Ipecac Recordings                             | IPC-004       |
| 2000 | The Crybaby                                                                  | Ipecac Recordings                             | IPC-006       |
| 2001 | Electroretard                                                                | Man’s Ruin                                    | MR2002        |
| 2001 | Colossus of Destiny                                                          | Ipecac Recordings                             | IPC-014       |
| 2002 | Millennium Monsterwork 2000 mit Fantômas (als The Fantômas Melvins Big Band) | Ipecac Recordings                             | IPC-019       |
| 2002 | Hostile Ambient Takeover                                                     | Ipecac Recordings                             | IPC-020       |
| 2003 | 26 Songs                                                                     | Ipecac Recordings                             | IPC-038       |
| 2003 | Melvinmania: The Best of the Atlantic Years 1993–1996                        | Atlantic Records                              | 5050466574428 |
| 2004 | Neither Here Nor There (Buch & Best-Of-CD)                                   | Ipecac Recordings                             | IPC-047       |
| 2004 | Pigs of the Roman Empire mit Lustmord                                        | Ipecac Recordings                             | IPC-054       |
| 2004 | Never Breathe what You Can’t See mit Jello Biafra                            | Alternative Tentacles                         | Virus300      |
| 2005 | Mangled Demos from 1983                                                      | Ipecac Recordings                             | IPC-063       |
| 2005 | Sieg Howdy! mit Jello Biafra                                                 | Alternative Tentacles                         | Virus350      |
| 2006 | Houdini Live 2005: A Live History of Gluttony and Lust                       | Ipecac Recordings                             | IPC-076       |
| 2006 | (A) Senile Animal                                                            | Ipecac Recordings                             | IPC-082       |
| 2007 | The Making Love Demos                                                        | Bifocal Media                                 | BFM026        |
| 2008 | Nude With Boots                                                              | Ipecac Recordings                             | IPC-105       |
| 2009 | Chicken Switch                                                               | Southern Record Distributors (Soulfood Music) | B002IVLH8I    |
| 2010 | The Bride Screamed Murder                                                    | Ipecac Recordings                             | IPC-112       |
| 2012 | Freak Puke                                                                   | Ipecac Recordings                             | IPC-136       |
| 2013 | Everybody Loves Sausages                                                     | Ipecac Recordings                             | IPC-144       |
| 2013 | Tres Cabrones                                                                | Ipecac Recordings                             | IPC-150       |
| 2014 | Hold It In mit Paul Leary & Jeff Pinkus                                      | Ipecac Recordings                             | IPC-164       |
| 2016 | Basses Loaded                                                                | Ipecac Recordings                             | IPC-178       |
| 2017 | A Walk With Love And Death                                                   | Ipecac Recordings                             | IPC-195       |
| 2018 | Pinkus Abortion Technician mit Jeff Pinkus                                   | Ipecac Recordings                             | IPC-201       |
| 2021 | Working With God                                                             | Ipecac Recordings                             | IPC-234       |
| 2021 | Five Legged Dog                                                              | Ipecac Recordings                             | IPC-238       |
| 2022 | Bad Mood Rising                                                              | Amphetamine Reptile                           | AMREP145      |
| 2023 | The Devil You Knew, the Devil You Know                                       | Amphetamine Reptile                           | AMREP149      |
| 2024 | Tarantula Heart                                                              | Ipecac Recordings                             | IPC-276       |
| 2025 | Thunderball                                                                  | Play It Again Sam                             |               |